# Makijivka
Makijivka, Makiivka, Makiyivka eller Makeyevka (ukrainsk: Макіївка, ukrainsk udtale: [mɐˈkijiu̯kɐ]; russisk: Макееевка, russisk udtale: [mɐˈkʲe(j)ɪfkə]), tidligere Dmytriivsk, Dmytriyevskyi', er en industriby i det østlige Ukraine inden for Donetsk oblast (provins). Den ligger 15 km fra provinshovedstaden Donetsk, er de to byer praktisk talt en bymæssig bebyggelse. Makiivka er et førende metal- og kulminecenter i Donets Basin, med sværindustri og koksværker, der understøtter den lokale stål- og kul-industri. Selv om byen er internationalt anerkendt som en del af Ukraine, har den været under de facto administration af Folkerepublikken Donetsk siden den blev erobret af prorussiske indfødte styrker i Krigen i Donbass i 2014. Den har en befolkning på ca. 340.337 mennesker (2021).

## Gallery
- Blomster i hovedgaden i Makijivka
- Makijivka Institute of economy and humanitarian sciences
- Rådhus
- Regionshovedkavarter Makiivka
- Teatralna (Teatergaden)
- Central del af byen
- Stålarbejdernes kulturpalads i Makijivka
- Pionerenes palads
- Hotel Mayak